# Mainhatten Skywheelers
Les Mainhatten Skywheelers sont l'équipe de basket-ball en fauteuil roulant allemande de Francfort-sur-le-Main, appelée précédemment RSC Frankfurt (vainqueur de l'EuroCup 2 en 1977). Ils évoluent en première division nationale et ont été finalistes de la quatrième Coupe d'Europe en 2014.

## Palmarès
International
- Coupe André Vergauwen (EuroCup 2) :
  - 1977 :  Champion d'Europe (RSG Frankfurt)
- Coupe Willi Brinkmann (EuroCup 3) :
  - 2008 :  3e place (RSG Frankfurt)
- Challenge Cup (Eurocup 4) :
  - 2010 : 5e place[3]
  - 2014 :  Vice-champion d'Europe[4]

National
- Championnat d'Allemagne : 1980, 1983, 1994
- Coupe d'Allemagne : 1993